# Rolf Schroedter
Rolf Schroedter (* 20. November 1947 in Kiel) ist ein deutscher Politiker (SPD).
Schroedter besuchte die Schule und machte das Abitur in Berlin. Er studierte Rechtswissenschaft in Göttingen und war danach Referendar in Hamburg. Er war in der Verwaltung der Hochschule für Wirtschaft und Politik in Hamburg tätig und ab 1978 persönlicher Referent des Senators für Arbeit, Jugend und Soziales in Hamburg sowie ab 1981 Referent für Arbeitsmarktpolitik beim Hamburger Senat. Von 1983 bis 1995 war er Sozial- und Gesundheitsdezernent der Landeshauptstadt Kiel.
Schroedter hatte verschiedene Funktionen in der SPD inne, insbesondere bei den Jungsozialisten. Von 1993 bis 1997 war er Mitglied des Landesvorstands der SPD Schleswig-Holstein. Von ihm kommen verschiedene Veröffentlichungen zu sozialpolitischen Fragen. Bei der Landtagswahl 1996 gewann er das Direktmandat im Wahlkreis Kiel-Nord. Am 5. Mai 1997 legte er sein Landtagsmandat nieder, ging zurück nach Berlin und war zunächst für einen europaweiten Bauträger und Betreiber für Seniorenresidenzen tätig. Danach ließ er sich als Rechtsanwalt mit dem Schwerpunkt Gesundheits- und Sozialwirtschaft nieder.
Darüber hinaus nimmt er verschiedene ehrenamtliche Tätigkeiten (Aufsichtsräte und Vorstände) in der Sozialwirtschaft wahr.